# 柄本佑
柄本佑（日语：／ Emoto Tasuku，1986年12月16日—），東京都出身，日本男演員。

## 生平
2001年，柄本佑於和光高等學校畢業，在演員母親角替和枝的經紀人勸說之下參加電影《霧島美麗的夏天》的徵選，並試鏡成功。2003年，此片上映，柄本佑正式以此部電影踏入戲劇圈。翌年，以同部片獲得第77回電影旬報獎、第13回日本電影評論家大獎最佳新人獎，開始受到矚目。
2005年，於早稻田大學藝術學校空間映象科進修。其後，以各電視劇和電影中存在感強烈的配角而著名。
2019年，柄本以主演的電影《你的鳥能唱歌》獲得每日電影獎、電影旬報最佳男主角獎，與其妻安藤櫻同年各獲得最佳男女主角獎，為影史首次夫妻檔同時獲獎。

## 家庭
父親柄本明、母親角替和枝、胞弟柄本時生均为演员，姐姐亦是電影幕後工作者。柄本佑因受姐姐影響而喜愛上電影，進而以演員為目標。
妻子安藤櫻亦為演員。2012年，两人結婚，柄本和安藤兩家皆為演藝世家。

## 轶事
柄本為宮崎葵忠實影迷，兩人在2015年NHK晨間劇《阿淺來了》劇中飾演夫妻。

## 演出作品

### 電視劇
- ハイビジョンドラマ館R.P.G.（2003年，NHK）
- 熱血校園（日语：ヤンキー母校に帰る）（2003年，TBS電視台） - 大日向順一
- 在世界的中心呼喊愛情（2004年，TBS電視台） - 中川顕良
- 紅月（2004年，東京電視台）
- 水男孩2005夏（2005年，富士電視台） - 小間俊一郎
- 怨屋本舗 第8話（2006年，テレビ東京） - 五反野進
- 東京鐵塔：老媽和我，有時還有老爸（2007年，富士電視台） - 山田耕平（バカボン）
- 風林火山（2007年，NHK） - 長岌
- 蒼い瞳とニュアージュ（2007年，WOWOW） - 財前圭一
- 新・京都迷宮案內 5 第4話（2008年2月7日，朝日電視台）
- 徳川家康と三人の女（2008年3月15日，朝日電視台） - 小早川秀秋
- トリハダ3〜夜ふかしのあなたにゾクッとする話を 第1話「甘い誘いは死へのいざない」（2008年4月2日，富士電視台）
- ジャッジ 〜島の裁判官奮闘記〜 第2季 第2話（2008年11月1日，NHK大阪放送局） - 稻村昇
- おちゃべり 第9話（2008年3月9日，毎日放送） - 木村勇樹
- 飛上天空的輪胎（2008年3月29日，WOWOW） - 門田駿一
- 夜光的階梯（2009年4月 - 6月，朝日電視台） - 蓮田重男
- 少年刑警（2009年5月9日，富士電視台） - 西嶋
- ROMES/空港防御システム（2009年10月 - 12月，NHK） - 桜井
- 《鬼太郎之妻》（2010年7月 - 9月，NHK晨間劇） - 菅井伸
- CONTROL～犯罪心理搜查～ 第2話（2011年1月18日，富士電視台） - 小柳保
- 比誰都愛你 （2011年4月17日，靜岡電視台） - 佐久間五郎
- 最後的晩餐 〜刑警・遠野一行與七夠嫌疑犯〜（2011年5月14日，朝日電視台） - 高村圭太
- 生むと生まれるそれからのこと（2011年8月27日，NHK BS Premium） - 主演・佐藤たけし
- 京都地檢之女 第7季 第8話（2011年9月8日，朝日電視台） - 畑山逸平
- NHK大分放送局開局70周年記念ドラマ《無垢の島》（2011年11月25日，NHK大分放送局）- 田中ハルオ
- 北海道発スペシャルドラマ《大地のファンファーレ》（2012年2月17日・24日，NHK札幌放送局） - 森山優斗
- RUN60 第7話 - 第9話（2012年5月30日 - 6月13日，每日放送） - 中塚祥司
- 遲開的向日葵（2012年10月 - 12月，富士電視台） - 松本弘樹
- 書店員美智留的遭遇（2013年1月 - 3月，NHK） - 上林久太郎
- 朝日電視台開局55周年記念《野良犬》（2013年1月19日，朝日電視台） - 柳下銀次
- 鳶 第7話（2013年2月24日，TBS電視台） - あんちゃん
- 松本清張逝後20年特別企劃《留守宅の事件》（2013年4月24日，東京電視台） - 槙原秀則
- 連續電視劇W《希望被寄出到的我們》（2013年5月 - 6月，WOWOW） - 軍艦
- 讓人幸福的三種購物《購買公寓買的女人》（2013年6月25日，關西電視台）- 田村慶太
- 黑色報告書 女與男的事件簿III「誤解」 第六份報告書「便利的女人」（2013年7月6日，BS JAPAN） - 田崎洋一
- WONDA×AKB48 短篇小說「戀愛幸運曲奇」 （2013年7月7日，富士電視台） - 山城主任
- 雲霧仁左衛門（2013年10月 - 11月，NHK BS Premium） - 因果小僧六之助
- 朝日電視台開局55周年記念番組《奧運會的贖金》（2013年11月30日・12月1日，朝日電視台） - 山本
- 醫龍（2014年1月 - 3月，富士電視台） - 早川昭吾
- 年輕人們2014（2014年7月 - 9月，富士電視台） - 佐藤陽
- 天皇的御廚（2015年4月 - 7月，TBS電視台） - 山上辰吉
- 阿淺來了（2015年10月 - 2016年3月，NHK晨間劇） - 眉山惣兵衛
- 別讓我走（2016年1月 - 3月，TBS） - 加藤
- Ya桑 築地發 美味事件簿（2016年8月5日 -，東京電視台） - タカオ
- 廚師警部的晚餐會（2016年10月19日 - 12月19日，TBS） - 古久星三
- スクラップ・アンド・ビルド（2016年12月17日，NHK） - 主演・健斗[7]
- 平成細雪（日语：平成細雪）（2018年1月7日 - 1月28日，NHK BSプレミアム） - 板倉潤一
- 家康、江戸を建てる 後篇（2019年1月3日，NHK）- 橋本庄三郎
- 怪談牡丹燈籠（2019年10月6日，NHK）- 宮邊源次郎
- 不知道也無妨（2020年1月8日，日本電視台 NTV）- 尾高由一郎
- 療癒心傷（2020年1月，NHK）- 主演・安和隆
- 天國與地獄～瘋狂的2人～（2021年1月，TBS）- 渡邊陸
- Dr. White（2022年1月，關西電視台）- 狩岡將貴
- 勿說是推理 第3話、第4話（2022年1月24日、31日，富士电视台）- 三船三千夫
- 請填滿空白（2022年6月25日－7月30日、NHK） - 主演・土屋徹生
- 初戀的惡魔（2022年7月16日－9月24日，日本電視台）- 小鳥琉夏
- 格雷斯的履歷（2023年3月19日－5月7日，NHK BS Premium）- 富樫由起夫
- 致光之君（2024年，NHK大河劇）- 藤原道長

### 電影
- 霧島美麗的夏天（日语：美しい夏キリシマ）（2003年） - 主演・日高康夫
- 偶遇史上極惡少年（2003年）
- 69 sixty nine（2004年） - 増垣達夫
- ハサミ男（2004年）
- 真夜中の弥次さん喜多さん（2005年） - 呑々
- 疾走（2005年） - シュウイチ
- 十七歳の風景〜少年は何を見たか（2005年） - 主演
- 春之雪（2005年）
- ハヴァ，ナイスデー（2006年）
- チェケラッチョ!!（2006年） - 本部佑
- 夜間遠足（2006年） - 高見光一郎
- 三億圓懸案之初戀（2006年） - タケシ
- コワイ女「鋼－はがね－」（2006年） - 主演・関口幹夫
- ボーイ・ミーツ・プサン（2006年） - 主演・クリハラ
- ちゃんこ（2006年） - 牧村丈治
- 風見鶏と煙突男（2006年）
- 檸檬のころ（2007年） - 佐々木富蔵
- 子宮の記憶 ここにあなたがいる（2007年） - 真人
- フリージア（2007年） - 山田一郎
- 謹告犯人（2007年） - 村西
- 青春巧克力（2008年） - 山之上和豊
- カメレオン（2008年）
- ラストゲーム 最後の早慶戦（2008年） - 黒川哲巳
- 平凡ポンチ（2008年）
- フライング☆ラビッツ（2008年） - 三木卓也
- 泪壺（2008年） - 堂本
- 守護天使（2009年） - ハーベスト
- ラッシュライフ（2009年） - 河原崎
- ノーボーイズ,ノークライ（2009年）
- 空氣人形（2009年） - 浪人生・透
- 僕らは歩く，ただそれだけ（2009年畫面公開，廣木隆一執導) - 飾演主角みゆき原戀人　未公開作品[8]
- 人間失格（2010年）
- 東京島（2010年） - オラガ
- 雷桜（2010年） - 茂次
- ケンタとジュンとカヨちゃんの国（2010年） - 洋輔
- 脇物語（2010年10月） - マサル
- 鬼太郎之妻（2010年） - 佐久間弦太（漫画編集者）
- ニューキッズオンザゲリラ（2010年） - ステラ
- 真幌站前多田便利屋（2011年）
- 僕たちは世界を変えることができない。（2011年） - 芝山匤史
- 吉祥寺の朝日奈くん（2011年）- 藤村博喜
- 夕闇ダリア（2011年）- 大谷
- 臨場・劇場版（2012年）- 波多野進
- 大奧：永遠（2012年） - 秋本惣次郎（兼任旁白）
- 我們的存在（2012年）
- 横道世之介（2013年） - 小沢
- 黃色大象（2013年）- 配音
- フィギュアなあなた（2013年）- 主演・内山健太郎
- 今日子と修一の場合（2013年）
- 武士的菜單（2013年） - 今井定之進
- 青天の霹靂（2014年）
- GONINサーガ（2015年） - 森澤慶一
- Piece of Cake（日语：ピース オブ ケイク）（2015年） - 正樹
- 64（日语：64（ロクヨン）#映画） 前篇、後篇（2016年） - 落合
- 追憶（日语：追憶 (2017年の映画)）（2017年） - 川端悟[9]
- 燦爛吧！情色時代（日语：素敵なダイナマイトスキャンダル）（2018年3月17日，東京テアトル） - 主演・末井昭（日语：末井昭）
- 你的鳥兒會唱歌（日语：きみの鳥はうたえる）（2018年） - 主演・我[10]
- 貓與爺爺（日语：ねことじいちゃん）（2019年） - 若村健太郎[11]
- 打瞌睡的磐音（日语：居眠り磐音#映画）（2019年） - 小林琴平
- 阿基米德大戰爭（日语：アルキメデスの大戦#実写映画）（2019年） - 田中正二郎[12]
- 火口的二人（2019年） - 主演・永原賢治[13]
- 霸權動畫！（2022年） - 行城理
- 新·假面騎士（2023年） - 主演 - 一文字隼人
- 花腐 A Spoiling Rain （页面存档备份，存于）（2023年）-伊關

### 舞臺劇
- ピンクの象と五人の紳士（2007年，新宿ゴールデン街劇場） 柄本明監修
- KERA・MAP #5「あれから」（2008年12月13日 - 12月28日，作･演出　ケラリーノ・サンドロヴィッチ，世田谷パブリックシアター）
- シュート・ザ・クロウ（2009年4月，演出　田村孝裕，新国立劇場）
- 「血は立ったまま眠っている」（2010年，演出　蜷川幸雄，シアターコクーン）
- ONEOR8「絶滅のトリ」(2010年，作･演出　田村孝裕，シアタートラム)
- 「みんな我が子」（2011年，作　アーサー・ミラー，演出　ダニエル・カトナー，新国立劇場）
- 「ハンドダウンキッチン」（2012年，作･演出　蓬莱竜太，パルコ劇場)
- 「エドワード二世」 主演（2013年，作・マーロウ，演出　森新太郎，新国立劇場）
- 「グッドバイ」（2013年，シアタートラム）

### 電視動畫
- 只有我不存在的城市（2016年1月7日 - ，富士電視台） - 小林賢也（26歲）

### 廣告
- 大塚製薬 カロリーメイト（2005年）
- SoftBank ホワイトプラン「操作方法」篇（2007年） 柄本明と親子の設定で共演
- WONDA モーニングショット「朝の元気」篇（2013年）

### 音樂錄影帶
- ORANGE RANGE〈O2〉（2008年）

### 其他
- アジアふしぎ大紀行 感動! 世界初公開!!-謎の民・カチン（2005年、テレビ東京）
- SHIBUYAでJブンガク（2010年12月11日、NHK教育）
- 100分de名著（2014年6月度の柳田国男・《遠野物語》─擔任朗讀（NHK教育）

## 外部連結
- 柄本佑官方網站 （页面存档备份，存于）
- 柄本佑在互联网电影资料库（IMDb）上的資料（英文）